# 선광
선광(宣光, 1371년 ~ 1378년)은 북원 소종(昭宗) 아유르시리다르 빌레그트 칸의 연호이다. 8년 정도 사용하였다. 원나라 잔존 세력 중에 운남의 세습 친왕인 양왕(梁王) 바자르오르미의 세력들은 선광 연호를 1381년 12월까지 사용하기도 하였다.

## 개원
- 지정(至正) 30년 5월 16일[1](율리우스력 1370년 6월 10일)에 연호를 선광(宣光)으로 정하고, 다음 해 1월 1일[2](1371년 1월 17일)에 개원함.[3][4]

- 선광(宣光) 9년(1379년)에 천원(天元)으로 개원함.

## 연대 대조표
| 선광   | 서기(西紀) | 간지(干支) | 명나라 연호     |
| 원년   | 1371년     | 신해(辛亥) | 홍무(洪武) 4년  |
| 2년    | 1372년     | 임자(壬子) | 홍무 5년        |
| 3년    | 1373년     | 계축(癸丑) | 홍무 6년        |
| 4년    | 1374년     | 갑인(甲寅) | 홍무 7년        |
| 5년    | 1375년     | 을묘(乙卯) | 홍무 8년        |
| 6년    | 1376년     | 병진(丙辰) | 홍무 9년        |
| 7년    | 1377년     | 정사(丁巳) | 홍무 10년       |
| 8년    | 1378년     | 무오(戊午) | 홍무 11년       |
| (9년)  | 1379년     | 기미(己未) | 홍무 12년       |
| (10년) | 1380년     | 경신(庚申) | 홍무 13년       |
| 선광   | 서기(西紀) | 간지(干支) | 명나라 연호     |
| (11년) | 1381년     | 신유(辛酉) | 홍무(洪武) 14년 |

## 동시대 연호

### 중국
명하(明夏)
- 개희(開熙) (1367년 ~ 1371년)

대명(大明)
- 홍무(洪武) (1368년 ~ 1398년)

### 베트남
- 티에우카인(紹慶) (1370년 ~ 1372년)
- 롱카인(隆慶) (1373년 ~ 1377년)
- 쓰엉푸(昌符) (1377년 ~ 1388년)

### 일본
남조(南朝)
- 쇼헤이(正平) (1346년 ~ 1370년)
- 겐토쿠(建德) (1370년 ~ 1372년)
- 분추(文中) (1372년 ~ 1375년)
- 덴주(天授) (1375년 ~ 1381년)

북조(北朝)
- 조지(貞治) (1362년 ~ 1368년)
- 오안(應安) (1368년 ~ 1375년)
- 에이와(永和) (1375년 ~ 1379년)

## 같이 보기
- 중국의 연호